# 羅瑞圖
羅瑞圖（?—?），雲南省澂江府河陽縣人，清朝政治人物、同進士出身。
光緒三年（1877年），参加丁丑科殿試，登進士三甲第43名。同年五月，改翰林院庶吉士。